# Lomaria mayi
Lomaria mayi là một loài dương xỉ trong họ Blechnaceae. Loài này được ht.May, Gard. mô tả khoa học đầu tiên năm 1904.
Danh pháp khoa học của loài này chưa được làm sáng tỏ. 